# Sắt(II) sulfide
Sắt(II) sulfide hoặc sulfide sắt là một trong những hợp chất hóa học và là khoáng chất với công thức hóa học gần đúng là FeS. Hợp chất này là một chất rắn màu đen, không tan trong nước.

## Điều chế
Sắt(II) sulfide có thể được điều chế bằng cách cho hai nguyên tố thành phần là Fe và S phản ứng với nhau bằng cách đun nóng chúng:
Fe + S  →  FeS

## Sinh học và sinh hóa
Sắt(II) sulfide tồn tại phổ biến trong tự nhiên dưới dạng các protein sắt-lưu huỳnh
Khi các chất hữu cơ phân hủy dưới điều kiện oxy thấp (hoặc hypoxic) như ở đầm lầy hay khu vực chết của hồ và đại dương, vi khuẩn sunfat làm giảm lượng sunfat có trong nước, tạo ra hydro sulfide. Đôi khi hydro sulfide sẽ phản ứng với các ion kim loại trong nước hoặc rắn để tạo ra hợp chất kim loại sunfat, và hợp chất này không tan trong nước. Những hợp chất kim loại có nhóm sulfide như sắt(II) sulfide, thường có màu đen hoặc nâu, tương tự như màu sắc của bùn.
Pyrrhotit là một chất thải của vi khuẩn Desulfovibrio, một loại vi khuẩn có khả năng khử sunfat.
Khi trứng được nấu chín trong một thời gian dài, bề mặt lòng đỏ có thể chuyển sang màu xanh lá cây. Màu thay đổi là do sắt(II) sulfide được hình thành từ sắt trong lòng đỏ phản ứng với hydro sulfide được giải phóng từ lòng trắng do nhiệt. Phản ứng này xảy ra nhanh hơn ở những quả trứng cũ, do lòng trắng có tính kiềm hơn.